# Portland Press Herald
Le Portland Press Herald - Maine Sunday Telegram  est un quotidien matinal américain fondé en 1862.
Il dessert le sud du Maine et se concentre sur la grande région métropolitaine autour de Portland, dans le Maine, aux États-Unis.
Il est doté d'un site Web (pressherald.com).